# Liste de loups de fiction

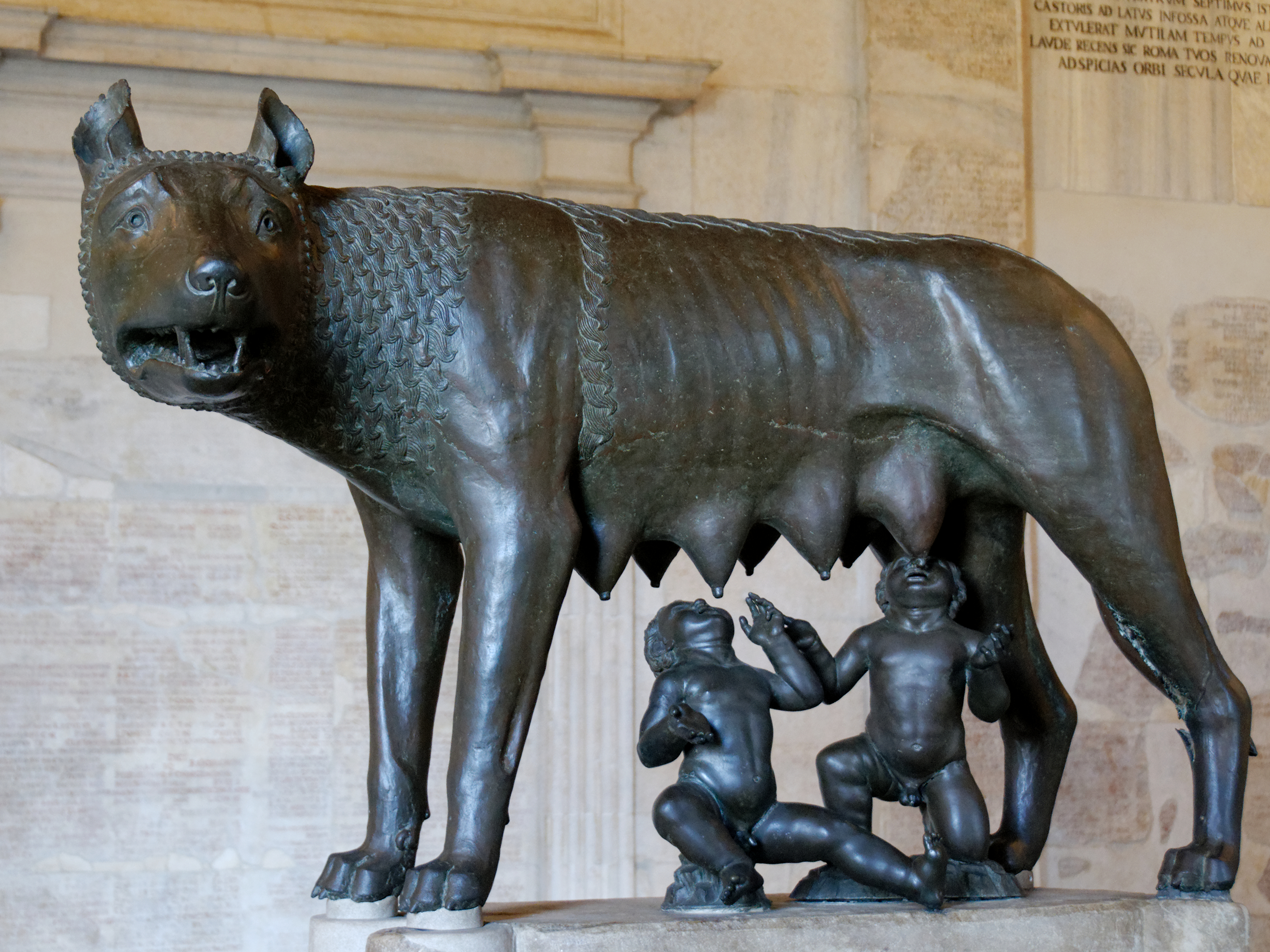
La Louve du Capitole avec Romulus et Rémus.

## Animation
| Nom                                           | Œuvre                                           | Description |
| --------------------------------------------- | ----------------------------------------------- | --- |
| Chef Loup (Wolf Boss en VO)                   | Kung Fu Panda 2 (2011)                          | Le plus loyal serviteur de Shen, à la fois stratège militaire et bras droit.                                                                   |
| Garou le Loup (Walter Wolf en VO)             | Animaniacs (1993)                               | |
| Garoup le Loup (Hokey Wolf en VO)             | Hanna-Barbera (1960)                            | . |
| Grand Loup (Zeke Wolf en VO)                  | Disney (1933)                                   | Personnage de fiction créé en 1933 par les studios Disney basé sur le personnage des contes.                                                   |
| Holo                                          | Spice and Wolf (2008)                           | Divinité loup assurant de bonnes récoltes dans la série animée japonaise issue de light novels écrits par Isuna Hasekura.                      |
| Humphrey et Kate                              | Alpha et Omega (2010)                           | Loups héros du film d'animation américain réalisé par Anthony Bell.                                                                            |
| Kiba et ses compagnons (Tsume, Hige et Toboe) | Wolf's Rain (2004)                              | Série animée japonaise du Studio Bones suivant la quête d'une meute de loups.                                                                  |
| Linnux                                        | Rock Dog (2016)                                 | Chef d'une meute de loups affamés. |
| Loopy De Loop                                 | Loopy De Loop (1959)                            | Loup animé par de bons sentiments cherchant à protéger un agneau maladroit et imprudent.                                                       |
| Le Loup                                       | Tex Avery (1942)                                | Personnage de dessin animé, amateur de jolies demoiselles.                                                                                     |
| P'tit Loup (Li'l Bad Wolf en VO)              | Disney (1945)                                   | Personnage de fiction créé en janvier 1945 par Chase Craig et Carl Buettner pour les studios Disney, fils de Grand Loup.                       |
| Mebh Óg MacTíre                               | Le Peuple Loup (2021)                           | Petite fille le jour, louve la nuit. |
| Moro                                          | Princesse Mononoké (1997)                       | Divinité louve dirigeant la résistance de la forêt contre les humains.                                                                         |
| M. Loup (Mr Wolf)                             | Les Bad Guys (2022)                             | Héros principal, un gentleman cambrioleur. Un loup gris anthropomorphisé.                                                                      |
| Professeur Moriarty                           | Sherlock Holmes (1984-1985)                     | Inspiré du personnage éponyme, c'est un scientifique très élégant, génie du crime possédant des équipements technologiques de style steampunk. |
| Ralph le loup                                 | Looney Tunes (1953)                             | . |
| Riff Raff                                     | Underdog (1964)                                 | Loup à la tête d'un groupe de malfrats à l'origine de nombreuses vagues de crime, c'est le second plus grand ennemi d'Underdog.                |
| Sasha et Misha                                | Conan l'Aventurier (1992)                       | Deux loups qui accompagnent Loup Gris dans la série animée.                                                                                    |
| Stinky, Claudette et Runt                     | Alpha et Oméga 2 : une nouvelle aventure (2013) | Les trois louveteaux de Kate et Humphrey. |
| Wanji, Yamni, Numpa et Topa                   | Les Légendes de Tatonka (2010-2011)             | Louveteaux héros principaux du dessin animé.                                                                                                   |

## Bandes dessinées
| Nom                                 | Œuvre                      | Description |
| ----------------------------------- | -------------------------- | --- |
| Albert le loup (Lupo Alberto en VO) | Albert le loup (1973)      | Loup bleu fait tout pour voler Martha la poule (qui est sa petite-amie) mais Moïse, le chien de berger contrecarre ses plans. |
| Diable (appelé aussi Satan)         | Fantôme (1936)             | Loup apprivoisé du Fantôme de Lee Falk.                                                                                       |
| Don Lope de Villalobos y Sangrin    | De cape et de crocs (1995) | l'un des héros de la BD. |
| Legoshi et Juno                     | Beastars (2016)            | Legoshi (mâle) est le héros du manga, un loup gris. Juno (femelle) est une amie à lui et est rousse.                          |
| Loulou                              | Mille et une Histoire      | Héros de « Les aventures de Loulou » à destination d'un jeune lectorat.                                                       |

## Films et séries télévisées
| Nom                   | Œuvre                          | Description |
| --------------------- | ------------------------------ | --- |
| Alpha                 | Alpha (2018)                   | Loup apprivoisé. |
| Chaussette            | Danse avec les loups (1990)    | Loup apprivoisé de John J. Dunbar (Kevin Costner) |
| Lobo                  | La Légende de Lobo (1962)      | Loup vivant dans les Montagnes Rocheuses et sans cesse traqué par l'Homme devenant ainsi hors-la-loi.                                                |
| Loup                  | Natty Gann (1985)              | Années 1930, une jeune fille traverse les États-Unis pour retrouver son père. En cours de route, elle rencontre un loup qui la protègera.            |
| Le loup noir          | Benji la malice (1987)         | Benji, un chien naufragé tente de protéger quatre bébés cougars contre différents dangers dont un féroce loup noir qui cherche à dévorer les jeunes. |
| Mama Rita et Papa Ita | Survivre avec les loups (2007) | Couple de loups qui "recueille" Misha. |
| Mozart                | Le Loup et le Lion (2021)      | Loup apprivoisé. |
| Mystère               | Mystère (2021)                 | Chiot confié à une petite fille muette qui s'avère être un loup.                                                                                     |
| Petit Loup            | Le Dernier Loup (2015)         | Loup apprivoisé. |
| Satan                 | Le Fantôme du Bengale (1996)   | Loup du Fantôme. |
| Sebastian             | Zookeeper (2011)               | Loup du zoo. |
| Slava                 | L'Odyssée du loup (2019)       | Jeune mâle, héros du documentaire. |

## Légendes et mythologies
| Nom                          | Origine                  | Description                                                                                        |
| ---------------------------- | ------------------------ | -------------------------------------------------------------------------------------------------- |
| Bête du Gévaudan             | Histoire de France       | Bête (souvent associée à un loup) responsable d'une série d'attaques entre 1764 et 1767 en France. |
| Börte Cino                   | Mythologie mongole       | Le Loup Bleu des mythes mongols.                                                                   |
| Fenrir                       | Mythologie nordique      | Loup gigantesque, fils du dieu Loki et de la géante Angrboda.                                      |
| Frère Loup                   | Religion catholique      | Le loup de Gubbio converti par Saint François d'Assise.                                            |
| Geri et Freki                | Mythologie nordique      | Les deux loups qui accompagnent Odin.                                                              |
| Loup-garou                   | Légendes et folklores    | Humain qui a la capacité de se transformer, partiellement ou complètement, en loup.                |
| La louve de Romulus et Rémus | Mythologie gréco-romaine | Louve recueillant des jumeaux nouveau-nés et les allaitant.                                        |
| Lycaon                       | Mythologie grecque       | Le premier loup-garou.                                                                             |

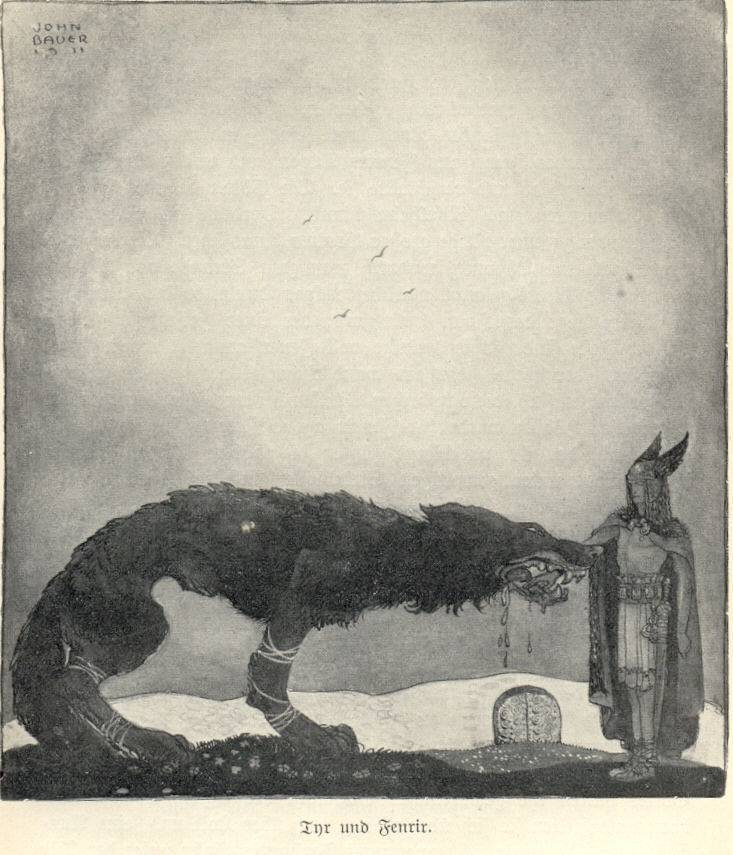
Týr et Fenrir, 1911.
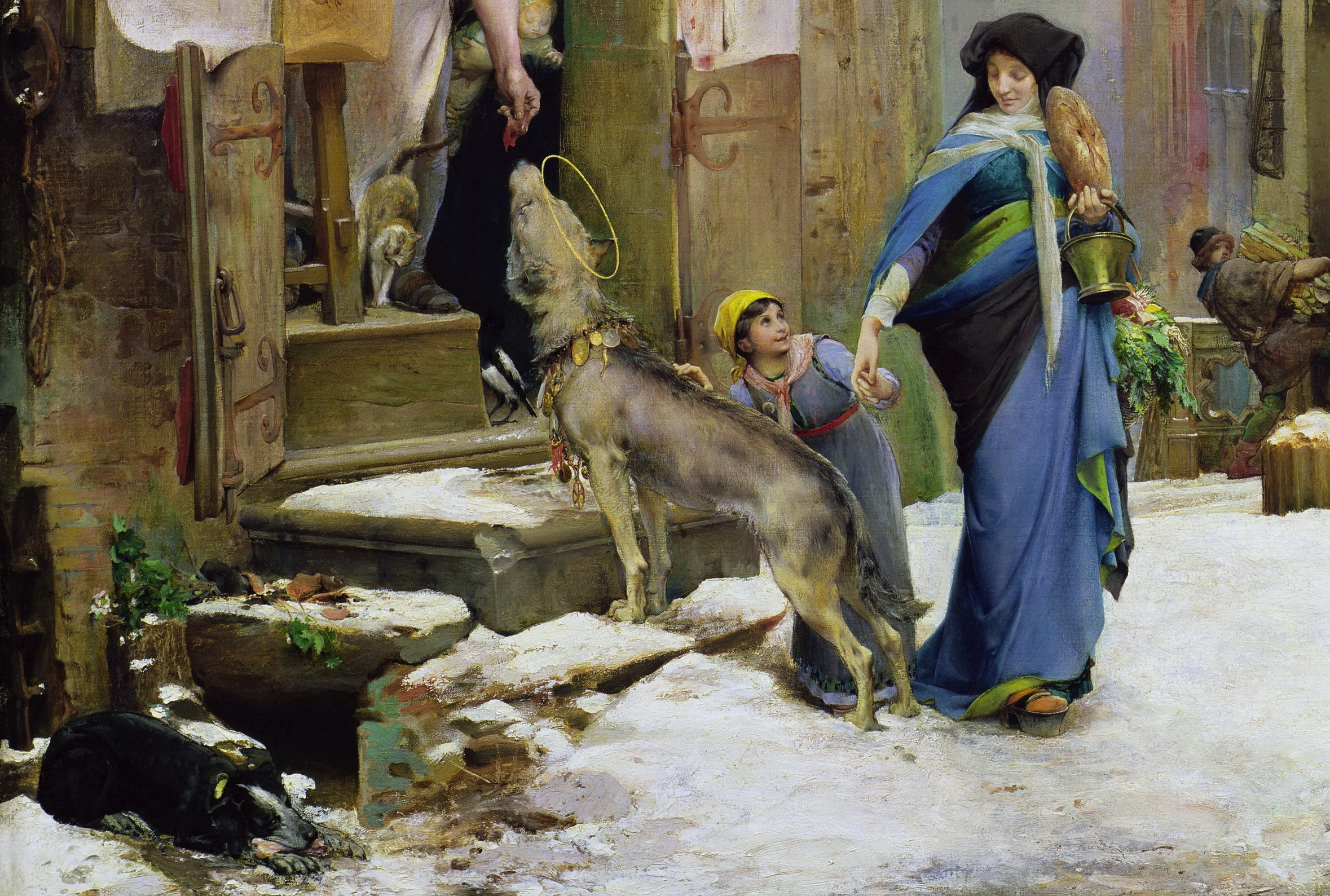
Frère Loup converti par Saint François d'Assise, détail du tableau de Luc-Olivier Merson (1872).
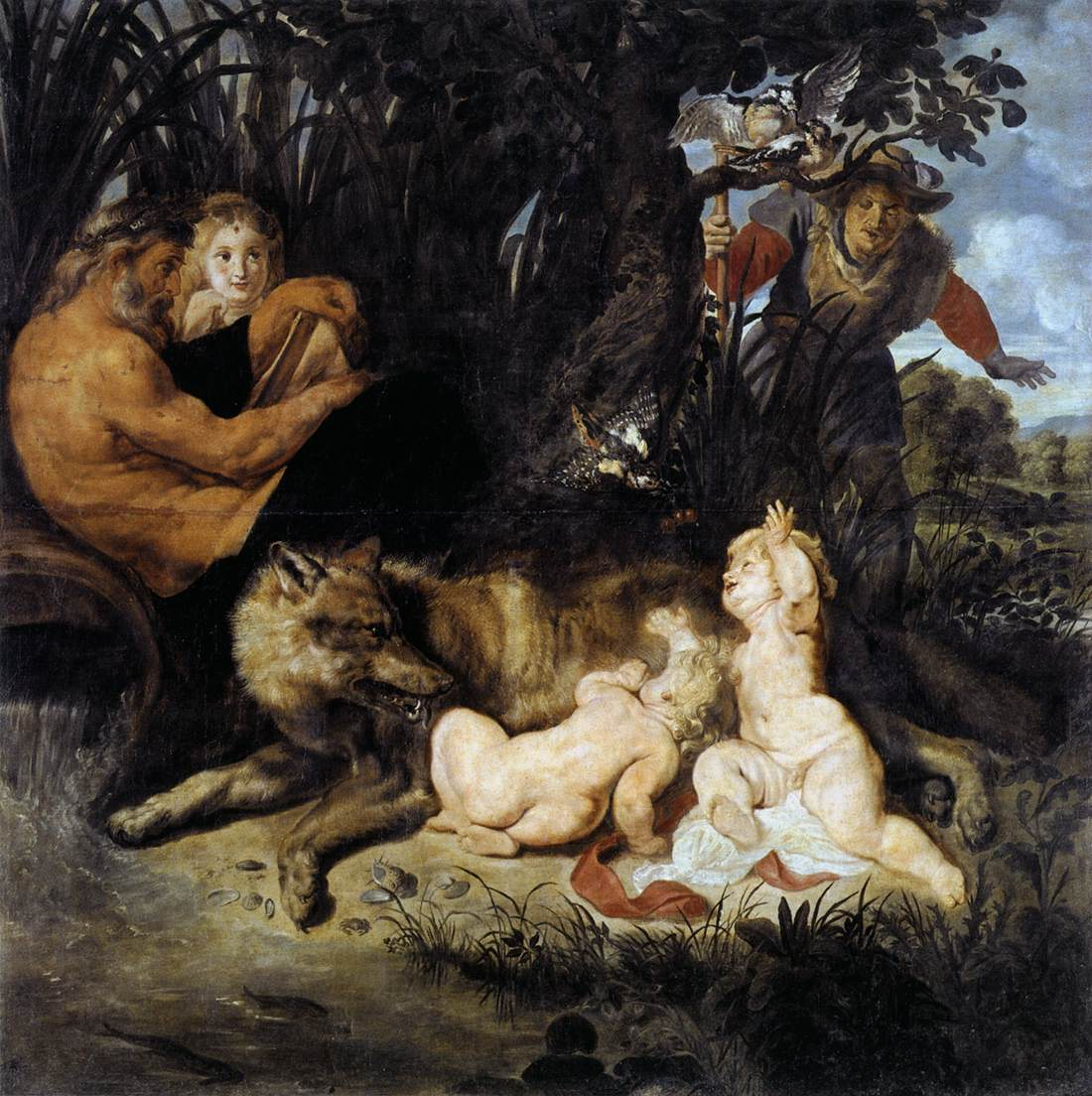
Romulus et Rémus allaités par la louve, Rubens, années 1610.
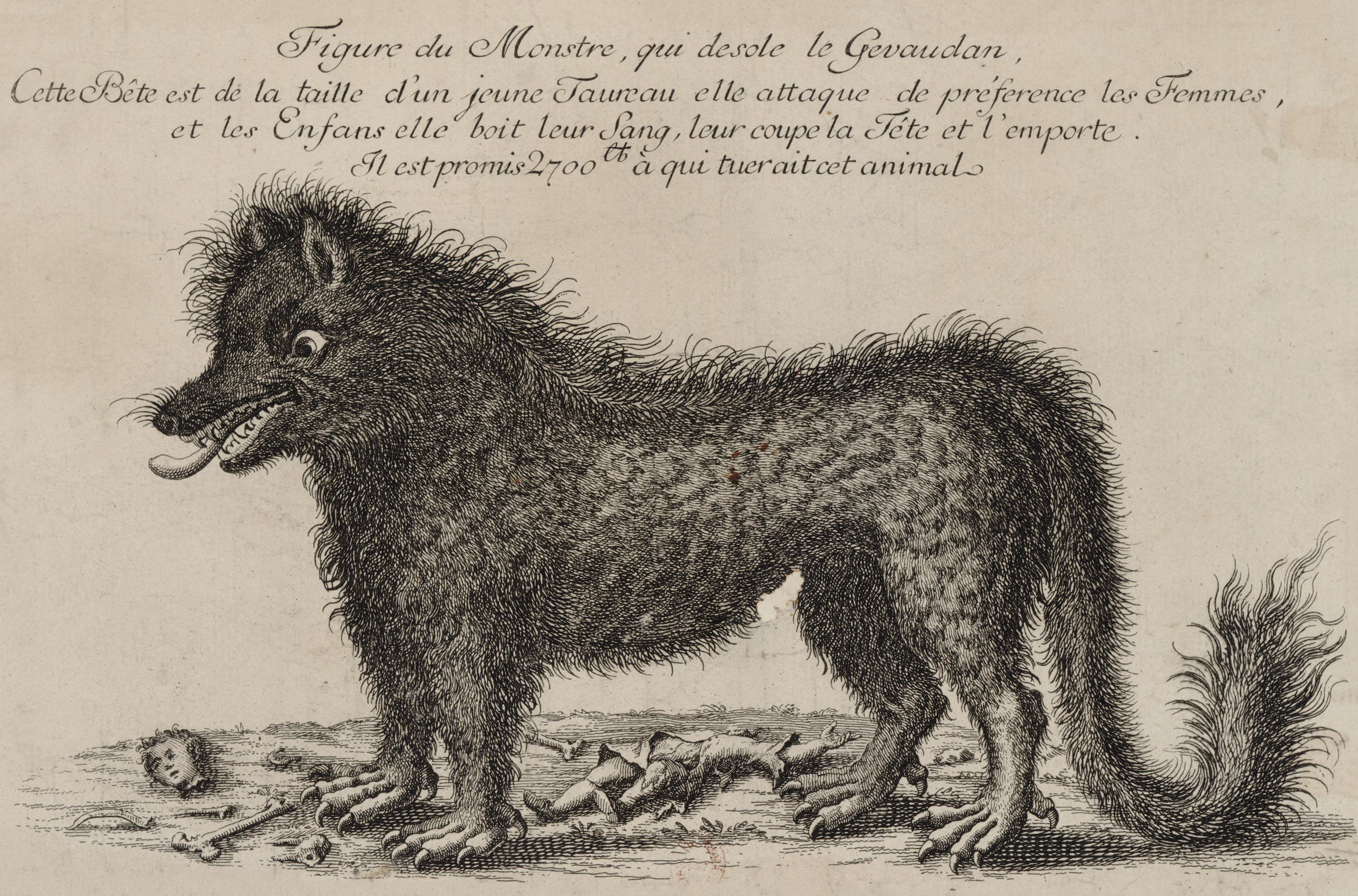
La Bête du Gévaudan, 1764.

## Littérature
| Nom                            | Œuvre                                                    | Description |
| ------------------------------ | -------------------------------------------------------- | --- |
| Apprenti loup                  | L'apprenti loup (1984)                                   | Héros du roman jeunesse éponyme de Claude Boujon. |
| Akela                          | Le Livre de la jungle (1894)                             | Chef de la meute des loups de Seeonee. Son prénom est un mot hindi signifiant le solitaire. |
| Briggan                        | Animal Tatoo (2013)                                      | Loup aux yeux violets, animal totem de Connor dans la série de Brandon Mull. |
| Direwolves                     | Le Trône de fer (1996)                                   | Nymeria (Arya), Vent-Gris (Robb), Eté ( Brann), Broussaille (Rikon), Lady (Sansa), Fantôme (John), les loups géants de la saga de George R. R. Martin. |
| Galadan                        | La Tapisserie de Fionavar (1984)                         | Le seigneur-loup des Andains, sorte de demi-dieux et lieutenant de Rakoth Maugrim le dévastateur dans la série de Guy Gavriel Kay. |
| Gmork                          | L'Histoire sans fin (1979)                               | Poursuivant d'Atreju. Dans le monde imaginaire, il prend la forme d'un loup géant. |
| Loulou                         | Loulou (1989)                                            | Héros éponyme du livre pour enfants de Grégoire Solotareff. |
| Le Grand Méchant Loup          | contes                                                   | Figure récurrente des contes pour enfants de Charles Perrault et des frères Grimm comme Le Petit Chaperon rouge ou les Trois Petits Cochons et source de sa mauvaise réputation. |
| Grand Loup et Petit Loup       | Grand Loup et Petit Loup (2005)                          | Héros éponymes du livre pour enfants d'Olivier Tallec et Nadine Brun-Cosme. |
| Loup                           | Chroniques des temps obscurs (2005)                      | « Frère de meute » de Torak, dans la série fantasy de Michelle Paver. |
| Loup                           | Les Chasseurs de mammouths (1985)                        | Le loup apprivoisé d'Ayla et Jondalar dans Les Enfants de la Terre de Jean M. Auel. Il apparaît à partir du troisième tome. |
| Loup                           | C'est moi le plus fort ! (2001)                          | Livres jeunesse de Mario Ramos : C'est moi le plus fort !; C'est moi le plus beau; Loup, loup, y es-tu ?; Le loup qui voulait être un mouton; Le plus malin; Histoires de loups. |
| Loup Bleu                      | L'Œil du loup (1984)                                     | Héros canin qui raconte son histoire au jeune Afrique, et réciproquement, dans le roman de Daniel Pennac. |
| Igor, Lucas et Le loup         | Le loup est revenu ! (1994)                              | Personnages des albums pour enfants de Geoffroy de Pennart. |
| Loup-Rouge                     | Loup-Rouge (1998)                                        | Héros des livres pour enfants de Domitille de Pressensé. Quand il appuie trois fois sur son museau, il se transforme en petit garçon appelé "Petit-Garou". |
| Loup                           | Le loup qui voulait changer de couleur (2009)            | Héros des livres pour enfants écrits par Orianne Lallemand. |
| Le Loup                        | Si le loup y était (2004)                                | Héros des livres de chansons à toucher pour enfants illustrés par Philippe Jalbert. |
| Les Loups                      | La Moïra (2001)                                          | Les loups de la saga d'Henri Lœvenbruck. |
| Louve                          | Le Grand Passage (1994)                                  | |
| Maugrim                        | Le Lion, la Sorcière blanche et l'Armoire magique (1950) | Chef de la Police Secrète de la Sorcière blanche. |
| Mini-Loup                      | Mini-Loup le petit loup tout fou (1993)                  | Héros des livres pour enfants de Philippe Matter. |
| N'a qu'un œil                  | Croc-Blanc (1906)                                        | Père de Croc-Blanc dans le roman de Jack London. |
| Œil-de-Nuit                    | L'Assassin royal (1995)                                  | Loup lié à Fitz par la magie du Vif dans le cycle de romans de Robin Hobb. |
| Phao                           | Le Second Livre de la jungle (1895)                      | Nouveau chef de la meute des loups de Seeonee après la mort d'Akela dans la bataille contre les Chiens Rouges. |
| Raksha (Mère louve)            | Le Livre de la jungle (1894)                             | Louve qui adopte Mowgli. Son prénom est un mot hindi signifiant la démone. |
| Ysengrin                       | Le Roman de Renart (XIIe siècle)                         | Loup oncle et ennemi de Renart, toujours dupé. |
| Maya, Hope, Zenki, Jolan, Cléa | La légende des quatre (2018)                             | Maya personnage principal du premier tome est une louve au pelage immaculé ou une jeune femme d'une grande beauté aux cheveux blancs et la peau très pâle. Hope est sa petite sœur, Jolan son père Cléa sa meilleure amie et Zenki un ami. Tous sont des loups géants capables de se métamorphoser en humains. |

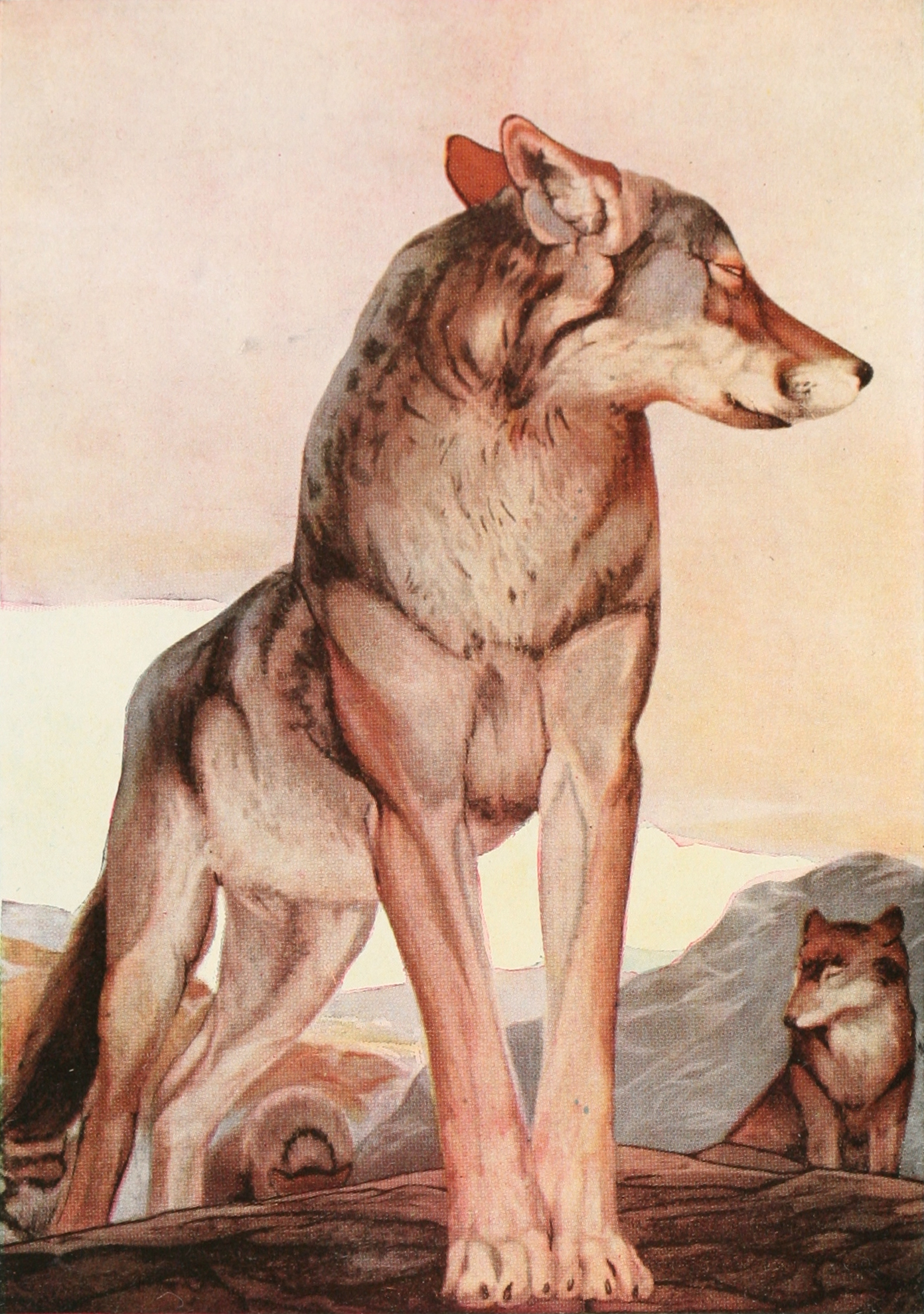
Akela, 1895.
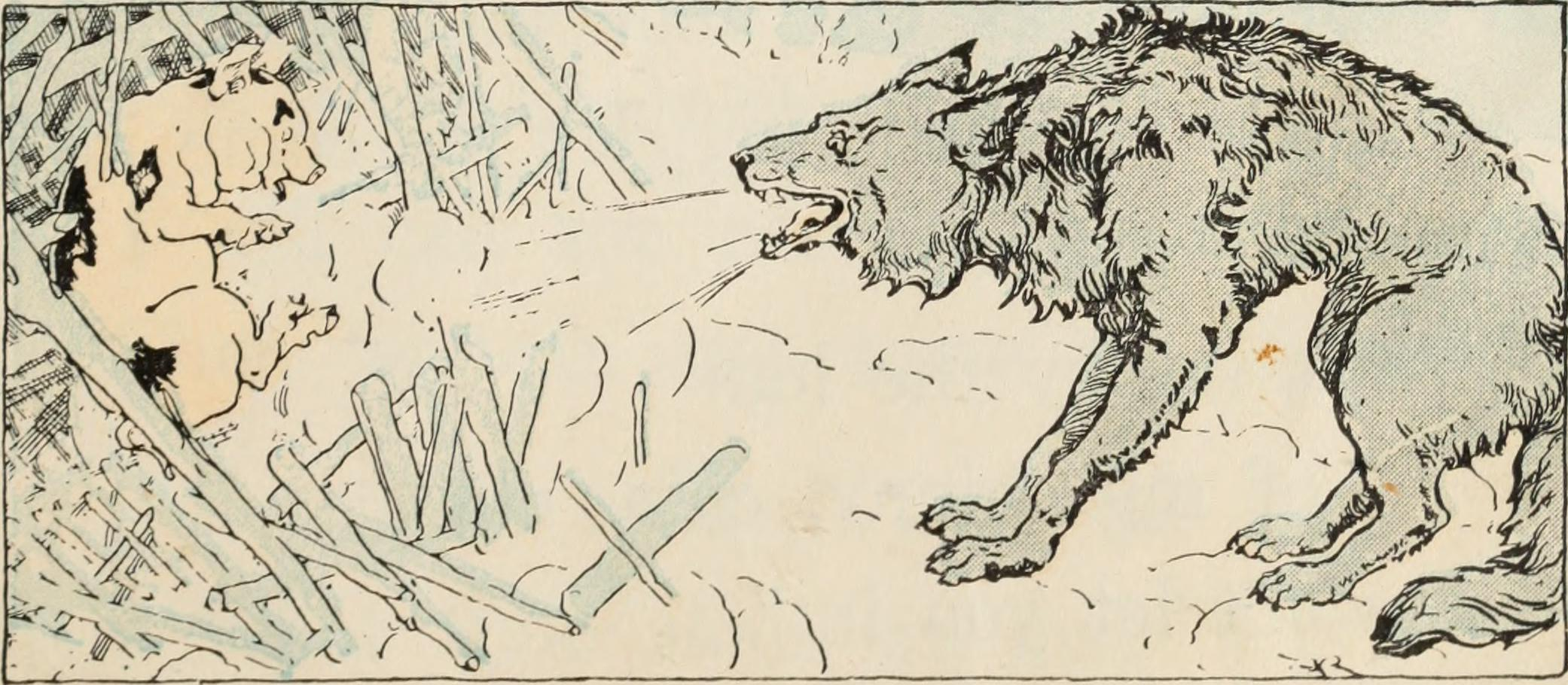
les Trois Petits Cochons.
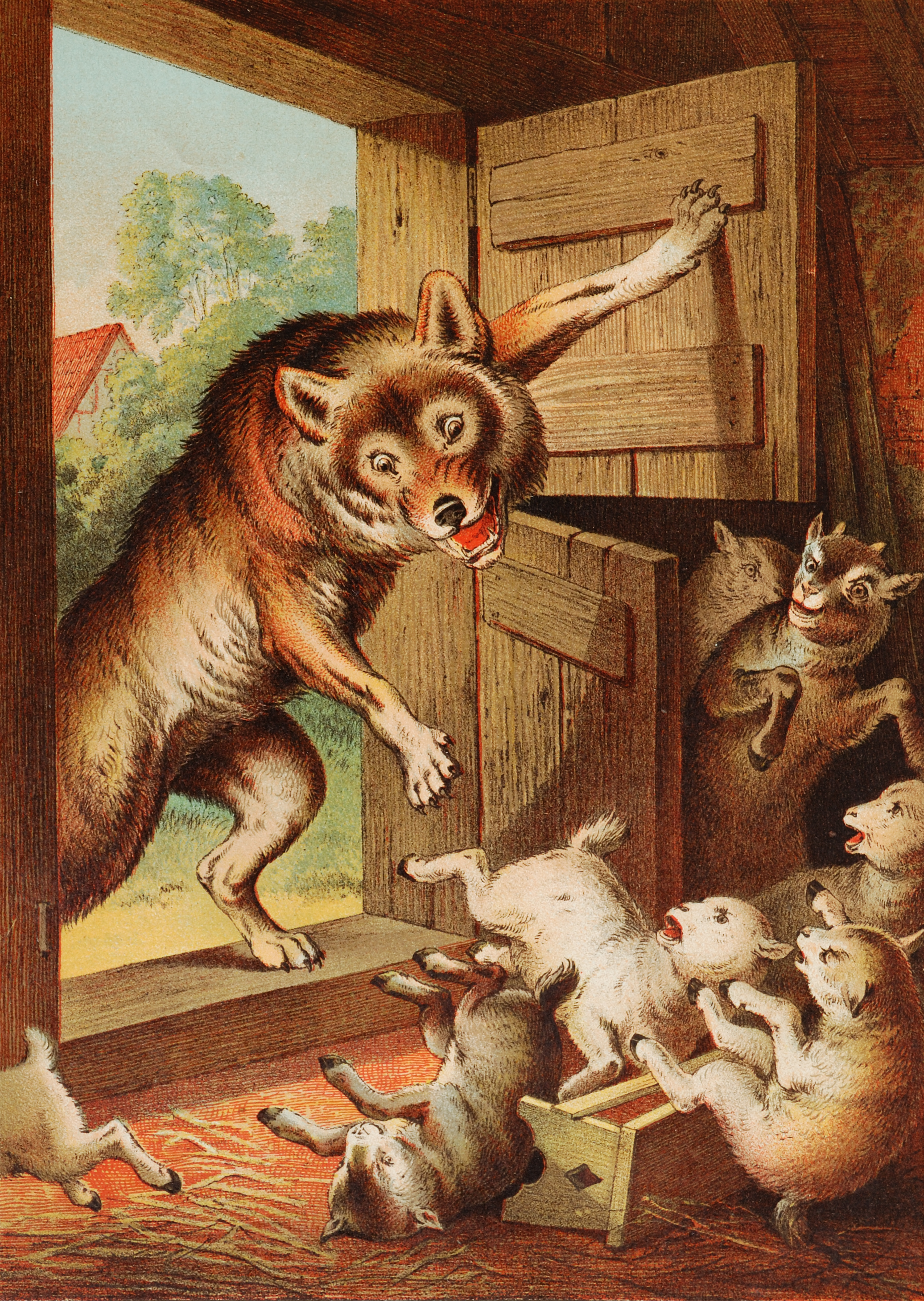
Le Loup et les Sept Chevreaux.
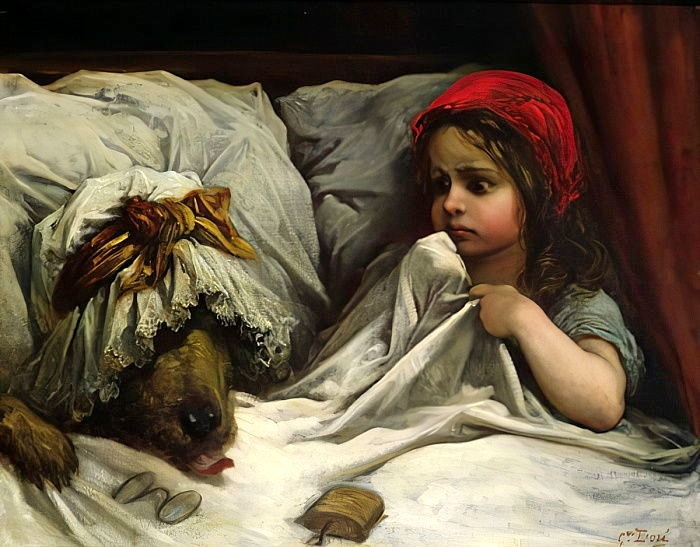
Le Petit Chaperon rouge, Gustave Doré, 1862.
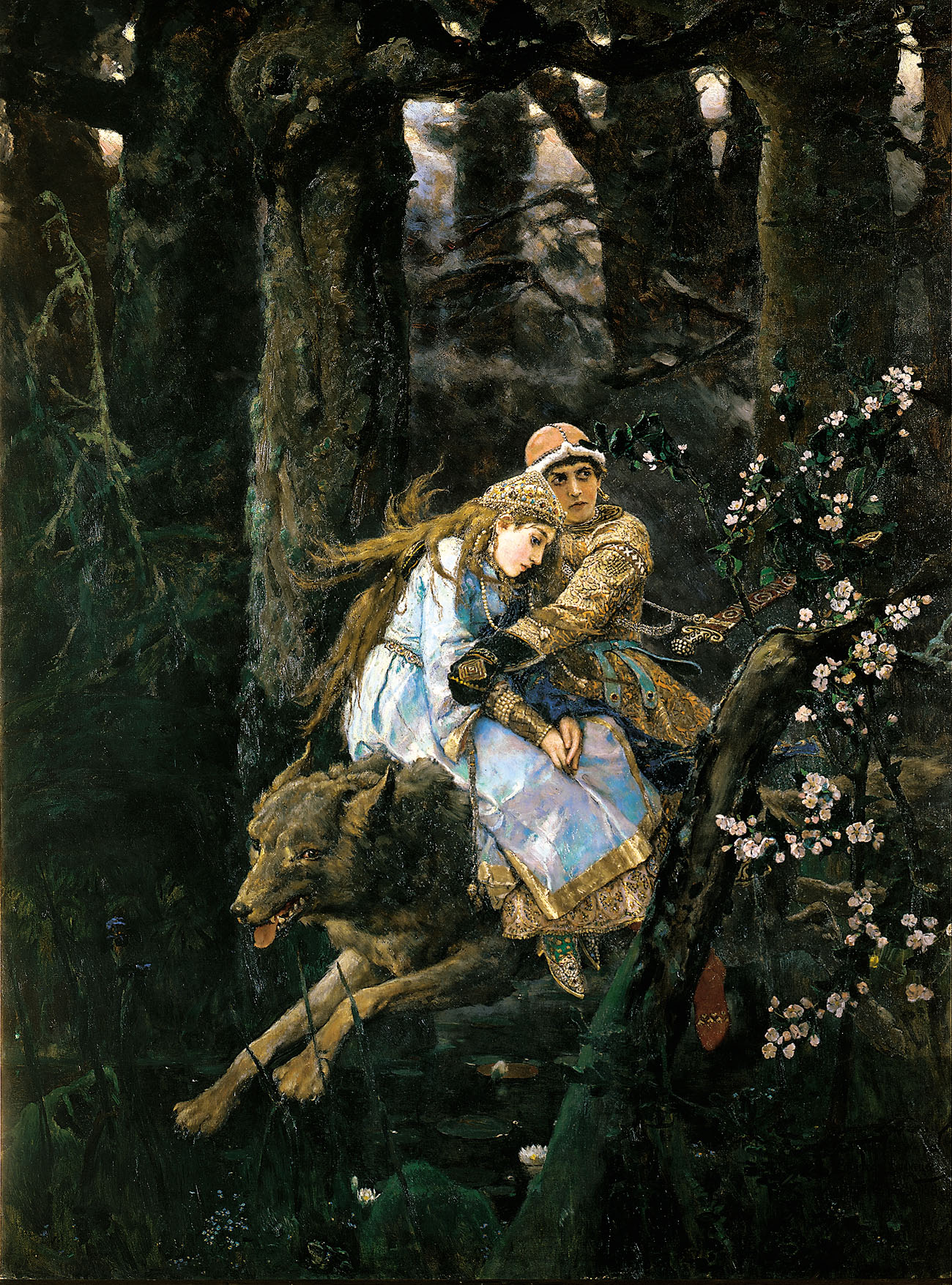
Ivan Tsarévitch chevauchant le loup gris, 1889.

## Jeux vidéo
| Nom            | Œuvre                                         | Notes                                                                   |
| -------------- | --------------------------------------------- | ----------------------------------------------------------------------- |
| Amaterasu      | Ōkami (2006)                                  | Déesse prenant l'apparence d'un loup blanc.                             |
| Chibiterasu    | Ōkamiden (2010)                               | Petit loup céleste.                                                     |
| Link Loup      | The Legend of Zelda: Twilight Princess (2006) | Forme lupine du principal protagoniste de la série The Legend of Zelda. |
| Ralph          | Rampage (1986)                                | Humain transformé en loup géant.                                        |
| Sif            | Dark Souls (2011)                             | Le loup gris d'Artorias.                                                |
| Wolf O'Donnell | Star Fox (1993)                               | L'ennemi juré de Fox McCloud sur Nintendo.                              |